# Liste der Lieder von Xavier Naidoo
Dies ist eine Liste der aufgenommenen und veröffentlichten Lieder des deutschen Soul- und R&B-Sängers Xavier Naidoo und seiner Pseudonyme wie Der Xer und Xavas. Aufgelistet sind nur Lieder, die er als Solokünstler veröffentlichte, Lieder, die er in Bands wie den Söhnen Mannheims aufnahm, sind in der folgenden Liste nicht zu finden. Die Reihenfolge der Titel ist alphabetisch sortiert. Sie gibt Auskunft über die Urheber, auf welchem Tonträger das Stück erstmals zu finden ist und wann es erstmals veröffentlicht wurde. Ausgenommen in dieser Liste sind Remixe und eigene Neuauflagen (Coverversionen) ohne abweichende Besetzung.

## Neukompositionen

### Als Leadsänger
| Titel | Autor(en)                                                                                     | Album                                                          | Jahr      |
| --- | --------------------------------------------------------------------------------------------- | -------------------------------------------------------------- | --------- |
| 20.000 Meilen                                                                                                | Martin Haas, Xavier, Naidoo, Moses Pelham                                                     | Nicht von dieser Welt                                          | 1998      |
| A New Horizon                                                                                                | Michael Herberger, Xavier Naidoo                                                              | Konferenz der Tiere (OST)                                      | 2010      |
| Abgrund (feat. Tone)                                                                                         | Michael Herberger, Xavier Naidoo, Anthony Malcolm Wolz                                        | Telegramm für X                                                | 2005      |
| Abschied nehmen                                                                                              | Michael Herberger, Xavier Naidoo                                                              | Zwischenspiel – Alles für den Herrn                            | 2002      |
| Abschiedsfluss (mit Kool Savas als Xavas; feat. Katja Friedenberg & Dilan Koshnaw)                           | Mila Martelli, Xavier Naidoo, Savas Yurderi                                                   | Gespaltene Persönlichkeit                                      | 2012      |
| Alle Männer müssen kämpfen / Alle Männer müssen kämpfen (feat. Cassandra Steen)                              | Xavier Naidoo, Neil Palmer                                                                    | Zwischenspiel – Alles für den Herrn Wettsingen in Schwetzingen | 2002 2008 |
| Alles für den Herrn                                                                                          | W.T. Davis, Xavier Naidoo, Uwe “Banton” Schäfer                                               | Zwischenspiel – Alles für den Herrn                            | 2002      |
| Alles kann besser werden (feat. Janet Grogan)                                                                | Janet Grogan, Milan Martelli, Xavier Naidoo, Matthew Tasa                                     | Alles kann besser werden                                       | 2009      |
| Alles lebt                                                                                                   | Xavier Naidoo, Philippe Van Eecke                                                             | Alles kann besser werden                                       | 2009      |
| Auf Herz und Nieren                                                                                          | Michael Herberger, Xavier Naidoo                                                              | Zwischenspiel – Alles für den Herrn                            | 2002      |
| Aufklärungsarbeit                                                                                            | Willem Bock, Xavier Naidoo, Detlev Nottodt, Matthias Thurow                                   | Alles kann besser werden                                       | 2009      |
| Autonarr | Jules Kalmbacher, Xavier Naidoo                                                               | Bei meiner Seele                                               | 2013      |
| Befreit | Xavier Naidoo, Aiko Rohd                                                                      | Alles kann besser werden                                       | 2009      |
| Bei meiner Seele                                                                                             | Jules Kalmbacher, Alexander Laios, Xavier Naidoo                                              | Bei meiner Seele                                               | 2013      |
| Bevor du gehst                                                                                               | Michael Herberger, Xavier Naidoo                                                              | Zwischenspiel – Alles für den Herrn                            | 2002      |
| Bis an die Sterne (live)                                                                                     | Michael Herberger, Xavier Naidoo                                                              | Live                                                           | 1999      |
| Bist du am Leben interessiert (feat. Tone)                                                                   | Xavier Naidoo, Philippe Van Eecke                                                             | Telegramm für X                                                | 2005      |
| Bist du aufgewacht                                                                                           | Michael Herberger, Xavier Naidoo                                                              | Telegramm für X                                                | 2005      |
| Bitte frag’ mich nicht                                                                                       | Xavier Naidoo, Philippe Van Eecke                                                             | Telegramm für X                                                | 2005      |
| Bitte hör nicht auf zu träumen / Bitte hör nicht auf zu träumen (live) (feat. Naturally 7 & Cassandra Steen) | Milan Martelli, Xavier Naidoo, Matthew Tasa                                                   | Alles kann besser werden Alles kann besser werden – live       | 2009 2010 |
| Brief | Michael Herberger, Xavier Naidoo                                                              | Zwischenspiel – Alles für den Herrn                            | 2002      |
| Bunte Steine (feat. Olli Banjo)                                                                              | Xavier Naidoo, Oliver Otubanjo, Johannes Schlump                                              | Mordsmusik                                                     | 2013      |
| Continental                                                                                                  | Xavier Naidoo, Ruben Rodriguez                                                                | Tanzmusik (Xavier lebt hier nicht mehr)                        | 2014      |
| Crying |                                                                                               | Seeing Is Believing                                            | 1993      |
| Danke | Michel Herberger, Xavier Naidoo                                                               | —                                                              | 2006      |
| Das Aufgebot                                                                                                 | Jules Kalmbacher, Xavier Naidoo                                                               | Bei meiner Seele                                               | 2013      |
| Das lass’ ich nicht zu                                                                                       | Martin Haas, Xavier Naidoo, Moses Pelham                                                      | Nicht von dieser Welt 2                                        | 2016      |
| Das Prinzip (feat. Moses Pelham)                                                                             | Bayz Benzon, Martin Haas, Moses Pelham                                                        | Nicht von dieser Welt 2                                        | 2016      |
| Das war noch nicht alles                                                                                     | W.T. Davis, Xavier Naidoo, Neil Palmer                                                        | Alles kann besser werden                                       | 2009      |
| Deine Last (feat. Moses Pelham)                                                                              | Jules Kalmbacher, Xavier Naidoo, Moses Pelham                                                 | Bei meiner Seele                                               | 2013      |
| Dem Himmel noch näher                                                                                        | Martin Haas, Moses Pelham                                                                     | Nicht von dieser Welt 2                                        | 2016      |
| Der Fels | Martin Haas, Markus Onyuru, Moses Pelham                                                      | Nicht von dieser Welt 2                                        | 2016      |
| Der Geist ist willig                                                                                         | W.T. Davis, Xavier Naidoo, Jim Sengendo                                                       | Zwischenspiel – Alles für den Herrn                            | 2002      |
| Der Herr knickt alle Bäume                                                                                   | W.T. Davis, Marlon James, Xavier Naidoo                                                       | Zwischenspiel – Alles für den Herrn                            | 2002      |
| Der Kreis | Michael Herberger, Xavier Naidoo                                                              | Alles kann besser werden                                       | 2009      |
| Der letzte Blick                                                                                             | Jules Kalmbacher, Xavier Naidoo                                                               | Bei meiner Seele                                               | 2013      |
| Deutschland ist noch nicht verloren                                                                          | Xavier Naidoo, Philippe Van Eecke                                                             | Danke fürs Zuhören – Liedersammlung 1998–2012                  | 2012      |
| Deutschland krempelt die Ärmel hoch (mit Hannes Ostendorf feat. Der Typ & Toni Tano)                         | Xavier Naidoo, Hannes Ostendorf                                                               | Deutschland krempelt die Ärmel hoch EP                         | 2021      |
| Die Ferne ruft                                                                                               | Xavier Naidoo, Johannes Schlump                                                               | Mordsmusik                                                     | 2013      |
| Die Zukunft trägt meinen Namen (mit Kool Savas als Xavas)                                                    | Xavier Naidoo, Marc Wichmann, Savas Yurderi                                                   | Gespaltene Persönlichkeit                                      | 2012      |
| Dieser Weg                                                                                                   | Xavier Naidoo, Philippe Van Eecke                                                             | Telegramm für X                                                | 2005      |
| Don’t Go Now                                                                                                 | Lilian Arhin, Michael Herberger, Xavier Naidoo                                                | … Alles Gute vor uns …                                         | 2003      |
| Du bereicherst mich (mit Kool Savas als Xavas)                                                               | Xavier Naidoo, Carmona Rodriguez, Yanek Stärk, Sinchi Wichmann, Savas Yurderi                 | Gespaltene Persönlichkeit                                      | 2012      |
| Du bist wie ein Segen                                                                                        | Xavier Naidoo, Philippe Van Eecke                                                             | Telegramm für X                                                | 2005      |
| Du hast meine Freiheit gehabt                                                                                | Xavier Naidoo, Johannes Schlump                                                               | Mordsmusik                                                     | 2013      |
| Du wirst sehen / Gespaltene Persönlichkeit (mit Kool Savas als Xavas)                                        | Simon Eichinger, Xavier Naidoo, Savas Yurderi                                                 | Gespaltene Persönlichkeit                                      | 2012      |
| Duuh | Xavier Naidoo, Johannes Schlump                                                               | Tanzmusik (Xavier lebt hier nicht mehr)                        | 2014      |
| Eat You Alive                                                                                                | Xavier Naidoo, Johannes Schlump                                                               | Mordsmusik                                                     | 2013      |
| Eigentlich gut                                                                                               | Martin Haas, Xavier Naidoo, Moses Pelham                                                      | Nicht von dieser Welt                                          | 1998      |
| Einsam mit euch                                                                                              | Xavier Naidoo, Lee Williams                                                                   | Mordsmusik                                                     | 2013      |
| Ernten was man sät                                                                                           | Martin Haas, Xavier, Naidoo, Moses Pelham                                                     | Nicht von dieser Welt                                          | 1998      |
| Europa | Xavier Naidoo, Neil Palmer                                                                    | Alles kann besser werden                                       | 2009      |
| Eyes R Shut                                                                                                  | Xavier Naidoo, Philippe Van Eecke                                                             | Zwischenspiel – Alles für den Herrn                            | 2002      |
| Feindbewegung / N-Täuschung                                                                                  | Xavier Naidoo, Johannes Schlump                                                               | Mordsmusik                                                     | 2013      |
| Form von Liebe (mit Kool Savas als Xavas)                                                                    | Xavier Naidoo, Philippe Van Eecke, Savas Yurderi                                              | Gespaltene Persönlichkeit                                      | 2012      |
| Frei | Martin Haas, Moses Pelham                                                                     | Nicht von dieser Welt 2                                        | 2016      |
| Freisein (Sabrina Setlur introducing Xavier Naidoo) / Freisein (Nachtschicht am Meer)                        | Martin Haas, Moses Pelham, Sabrina Setlur                                                     | Die neue S-Klasse Nicht von dieser Welt                        | 1997 1998 |
| Führ mich ans Licht                                                                                          | Martin Haas, Michael Herberger, Xavier, Naidoo, Moses Pelham                                  | Nicht von dieser Welt                                          | 1998      |
| Für dich öffnen sie die Tore                                                                                 | Azad Azadpour, W.T. Davis, Toni Jurcic, Xavier Naidoo, Tino Oac, Neil Palmer, Daniel Stoyanow | Alles kann besser werden                                       | 2009      |
| Gedankenübertragung                                                                                          | Xavier Naidoo, Ruben Rodriguez                                                                | Tanzmusik (Xavier lebt hier nicht mehr)                        | 2014      |
| Gegen die Freundschaft (mit Kool Savas als Xavas)                                                            | Xavier Naidoo, Andre Schmidt, Savas Yurderi                                                   | Gespaltene Persönlichkeit                                      | 2012      |
| Gib dich nicht auf                                                                                           | Michael Herberger, Xavier Naidoo                                                              | Alles kann besser werden                                       | 2009      |
| Goldene Kerzen (feat. Olli Banjo)                                                                            | Xavier Naidoo, Oliver Otubanjo, Ruben Rodriguez, Johannes Schlump                             | Tanzmusik (Xavier lebt hier nicht mehr)                        | 2014      |
| Goldwaagen / Goldwagen                                                                                       | Michael Herberger. Xavier Naidoo                                                              | Alles kann besser werden                                       | 2009      |
| Good – Bye                                                                                                   |                                                                                               | Seeing Is Believing                                            | 1993      |
| Große Reise                                                                                                  | Xavier Naidoo, Ruben Rodriguez                                                                | Tanzmusik (Xavier lebt hier nicht mehr)                        | 2014      |
| Gut aufgepasst                                                                                               | William Taylor Davis, Xavier Naidoo                                                           | Zwischenspiel – Alles für den Herrn                            | 2002      |
| Gute Aussichten (feat. Moses Pelham)                                                                         | Martin Haas, Moses Pelham                                                                     | Nicht von dieser Welt                                          | 1998      |
| Halte durch                                                                                                  | Xavier Naidoo, Aiko Rohd                                                                      | Alles kann besser werden                                       | 2009      |
| Hide Your Fear                                                                                               | Xavier Naidoo, Johannes Schlump                                                               | Mordsmusik                                                     | 2013      |
| Himmel über Deutschland                                                                                      | Michael Herberger, Xavier Naidoo                                                              | Zwischenspiel – Alles für den Herrn                            | 2002      |
| Höchste Zeit                                                                                                 | Jules Kalmbacher, Xavier Naidoo                                                               | Bei meiner Seele                                               | 2013      |
| Hört, hört                                                                                                   | Jules Kalmbacher, Xavier Naidoo                                                               | Bei meiner Seele                                               | 2013      |
| Holt die Seeleute heim                                                                                       | Mathias Grosch, Xavier Naidoo                                                                 | Alles kann besser werden                                       | 2009      |
| I Can Feel You                                                                                               | Xavier Naidoo, Johannes Schlump                                                               | Mordsmusik                                                     | 2013      |
| I Feel | Xavier Naidoo, Ruben Rodriguez                                                                | Tanzmusik (Xavier lebt hier nicht mehr)                        | 2014      |
| I’d Be Waiting                                                                                               | Michael Herberger, Metaphysics, Xavier Naidoo                                                 | Zwischenspiel – Alles für den Herrn                            | 2002      |
| Ich bin ich (mit Kool Savas als Xavas)                                                                       | Xavier Naidoo, Yanek Stärk, Sinchi Wichmann                                                   | Gespaltene Persönlichkeit                                      | 2012      |
| Ich brauche dich                                                                                             | Ben Abarbanel-Wolff, Stu Krause, Xavier Naidoo, Neil Palmer, Ruben Rodriguez                  | Alles kann besser werden                                       | 2009      |
| Ich kann Dich sehen (feat. Sabrina Setlur)                                                                   | Martin Haas, Xavier Naidoo, Moses Pelham, Sabrina Setlur                                      | Nicht von dieser Welt                                          | 1998      |
| Ich kann nicht weinen                                                                                        | Xavier Naidoo, Philippe Van Eecke                                                             | Alles kann besser werden                                       | 2009      |
| Ich kenne nichts (das so schön ist wie du) (RZA feat. Xavier Naidoo)                                         | Robert Diggs, Michael Herberger, Xavier Naidoo                                                | Zwischenspiel – Alles für den Herrn (Jewel)                    | 2003      |
| Ich lass sie sterben                                                                                         | Michael Herberger, Xavier Naidoo                                                              | Zwischenspiel – Alles für den Herrn                            | 2002      |
| Ich renne | Xavier Naidoo, Ruben Rodriguez                                                                | Tanzmusik (Xavier lebt hier nicht mehr)                        | 2014      |
| Ich wär gar nichts ohne dich                                                                                 | André Gensicke, Xavier Naidoo                                                                 | Tanzmusik (Xavier lebt hier nicht mehr)                        | 2014      |
| Ich warte bis du kommst                                                                                      | Michael Herberger, Xavier Naidoo                                                              | Alles kann besser werden                                       | 2009      |
| Ich will leben                                                                                               | Martin Haas, Markus Onyuru, Moses Pelham                                                      | Nicht von dieser Welt 2                                        | 2016      |
| In deine Hände                                                                                               | Michael Herberger, Xavier Naidoo, Daniel Ohler                                                | Telegramm für X                                                | 2005      |
| In Every Head                                                                                                |                                                                                               | Seeing Is Believing                                            | 1993      |
| In meinen Armen                                                                                              | Martin Haas, Xavier Naidoo, Markus Onyuru, Moses Pelham                                       | Nicht von dieser Welt 2                                        | 2016      |
| In Too Deep                                                                                                  | W.T. Davis, Ernest Gold, Metaphysics, Xavier Naidoo                                           | Alles kann besser werden                                       | 2009      |
| Intro | W.T. Davis                                                                                    | … Alles Gute vor uns …                                         | 2003      |
| Intro: Du musst es nicht tun                                                                                 | Milan Martelli, Xavier Naidoo                                                                 | Alles kann besser werden                                       | 2009      |
| It’s Over |                                                                                               | Seeing Is Believing                                            | 1993      |
| Jetzt schwebt los                                                                                            | Sebastian Henzl, Xavier Naidoo, Ruben Rodriguez                                               | Tanzmusik (Xavier lebt hier nicht mehr)                        | 2014      |
| Keep Your Eyes on Me                                                                                         | Xavier Naidoo                                                                                 | Zwischenspiel – Alles für den Herrn                            | 2002      |
| Kein Königreich                                                                                              | Michael Herberger, Xavier Naidoo                                                              | Zwischenspiel – Alles für den Herrn                            | 2002      |
| Klagelieder                                                                                                  | W.T. Davis, Xavier Naidoo                                                                     | Zwischenspiel – Alles für den Herrn                            | 2002      |
| Kleines Lied (Kinderlied)                                                                                    | Michael Herberger, Xavier Naidoo                                                              | Zwischenspiel – Alles für den Herrn                            | 2002      |
| König und Königin                                                                                            | Xavier Naidoo, Ruben Rodriguez                                                                | Tanzmusik (Xavier lebt hier nicht mehr)                        | 2014      |
| Königin | Michael Herberger, Xavier Naidoo                                                              | Alles kann besser werden                                       | 2009      |
| Könnt ihr mich hören?                                                                                        | Martin Haas, Moses Pelham                                                                     | Nicht von dieser Welt                                          | 1998      |
| Kopf (feat. Moses Pelham)                                                                                    | Martin Haas, Moses Pelham                                                                     | Nicht von dieser Welt 2                                        | 2016      |
| Lass nicht los (mit Kool Savas als Xavas)                                                                    | Xavier Naidoo, Ruben Rodriguez, Savas Yurderi                                                 | Gespaltene Persönlichkeit                                      | 2012      |
| Latein | Martin Haas, Xavier Naidoo, Moses Pelham                                                      | Nicht von dieser Welt 2                                        | 2016      |
| Lied vom Leben (mit Kool Savas als Xavas)                                                                    | Zafer Kurus, Xavier Naidoo, Tomas Schmidt, Savas Yurderi                                      | Gespaltene Persönlichkeit                                      | 2012      |
| Long and Winding Road                                                                                        | Mathias Grosch, Xavier Naidoo                                                                 | Alles kann besser werden                                       | 2009      |
| Mich belogen                                                                                                 | Martin Haas, Xavier Naidoo, Moses Pelham                                                      | Nicht von dieser Welt                                          | 1998      |
| Mägde und Knechte                                                                                            | W.T. Davis, Xavier Naidoo                                                                     | Zwischenspiel – Alles für den Herrn                            | 2002      |
| Mehr als sie (mit Kool Savas als Xavas; feat. Olli Banjo)                                                    | Olli Banjo, Michael Herberger, Xavier Naidoo, Savas Yurderi                                   | Gespaltene Persönlichkeit                                      | 2012      |
| Meine Muse (feat. Olli Banjo)                                                                                | Xavier Naidoo, Oliver Otubanjo, Ruben Rodriguez                                               | Alles kann besser werden                                       | 2009      |
| Mut zur Veränderung (feat. Danny Fresh)                                                                      | Danny Fresh, Xavier Naidoo, Ruben Rodriguez, Michi Vajna                                      | Alles kann besser werden                                       | 2009      |
| Nicht von dieser Welt                                                                                        | Richard Geppert, Xavier Naidoo                                                                | Nicht von dieser Welt                                          | 1998      |
| Nicht von dieser Welt (Epilog)                                                                               |                                                                                               | Nicht von dieser Welt 2                                        | 2016      |
| Nicht von dieser Welt – Die Rückkehr                                                                         | Martin Haas, Xavier Naidoo, Moses Pelham                                                      | Nicht von dieser Welt 2                                        | 2016      |
| Nur die Stimmen (live)                                                                                       | DP, Xavier Naidoo                                                                             | Live                                                           | 1999      |
| Oh My Lady                                                                                                   | Xavier Naidoo, Philippe Van Eecke                                                             | Telegramm für X                                                | 2005      |
| Passion |                                                                                               | Seeing Is Believing                                            | 1993      |
| Phrasen für dich                                                                                             | Jules Kalmbacher, Xavier Naidoo                                                               | Bei meiner Seele                                               | 2013      |
| Raus aus dem Reichstag                                                                                       | Michael Herberger, Xavier Naidoo                                                              | Alles kann besser werden                                       | 2009      |
| Renaissance der Liebe                                                                                        | Martin Haas, Xavier Naidoo, Moses Pelham                                                      | Nicht von dieser Welt 2                                        | 2016      |
| Ruth Maude                                                                                                   | Michael Herberger, Xavier Naidoo                                                              | Alles kann besser werden                                       | 2009      |
| Sag es laut                                                                                                  | Martin Haas, Xavier Naidoo                                                                    | Nicht von dieser Welt                                          | 1998      |
| Satan weiche (mit Kool Savas als Xavas)                                                                      | Xavier Naidoo, Melanie Wilhelm, Savas Yurderi                                                 | Gespaltene Persönlichkeit                                      | 2012      |
| Schau nicht mehr zurück (mit Kool Savas als Xavas)                                                           | Milan Martelli, Xavier Naidoo, Matthew Tasa, Savas Yurderi                                    | Gespaltene Persönlichkeit                                      | 2012      |
| Schiff ahoi                                                                                                  | W.T. Davis, Mathias Grosch, Xavier Naidoo                                                     | Alles kann besser werden                                       | 2009      |
| Seeing Is Believing                                                                                          |                                                                                               | Seeing Is Believing                                            | 1993      |
| Seelenheil                                                                                                   | Xavier Naidoo, Philippe Van Eecke                                                             | Telegramm für X                                                | 2005      |
| Seid ihr mit mir?                                                                                            | Martin Haas, Moses Pelham                                                                     | Nicht von dieser Welt                                          | 1998      |
| Seine Straßen                                                                                                | Martin Haas, Xavier Naidoo, Moses Pelham                                                      | Nicht von dieser Welt (Deluxe Edition)                         | 2000      |
| Seltsamer Junge                                                                                              | Andreas Bayless, Michael Herberger, Xavier Naidoo                                             | Alles kann besser werden                                       | 2009      |
| Share the Dancefloor                                                                                         | Xavier Naidoo, Michael Vajna                                                                  | Tanzmusik (Xavier lebt hier nicht mehr)                        | 2014      |
| Shine Like a Star                                                                                            | Michael Herberger, Xavier Naidoo                                                              | Alles kann besser werden                                       | 2009      |
| Sie ist im Viereck angelegt                                                                                  | Michael Herberger, Metaphysics, Xavier Naidoo                                                 | Zwischenspiel – Alles für den Herrn                            | 2002      |
| Sie kommt zurück                                                                                             | Michael Herberger, Xavier Naidoo                                                              | Alles kann besser werden                                       | 2009      |
| Sie sind nicht dafür                                                                                         | W.T. Davis, Xavier Naidoo                                                                     | Telegramm für X                                                | 2005      |
| Sie verdienen einen besonderen Schutz                                                                        | Xavier Naidoo, Florian Sitzmann                                                               | Alles kann besser werden                                       | 2009      |
| Söldnerlied (Drogen und Gold)                                                                                | Xavier Naidoo, Aiko Rohd                                                                      | Alles kann besser werden                                       | 2009      |
| So Calm | W.T. Davis, Xavier Naidoo, Neil Palmer                                                        | Alles kann besser werden                                       | 2009      |
| So schön wie früher                                                                                          | Jules Kalmbacher, Xavier Naidoo                                                               | Bei meiner Seele                                               | 2013      |
| Sterne | Mathias Grosch, Xavier Naidoo                                                                 | Alles kann besser werden                                       | 2009      |
| Stiller (Teilhaber)                                                                                          | Jules Kalmbacher, Xavier Naidoo                                                               | Bei meiner Seele                                               | 2013      |
| Tanzort | Sebastian Henzl, Xavier Naidoo, Ruben Rodriguez                                               | Tanzmusik (Xavier lebt hier nicht mehr)                        | 2014      |
| The Game |                                                                                               | Seeing Is Believing                                            | 1993      |
| This Mouth                                                                                                   | Xavier Naidoo, Johannes Schlump                                                               | Mordsmusik                                                     | 2013      |
| Und | Xavier Naidoo, Philippe Van Eecke                                                             | Telegramm für X                                                | 2005      |
| Verschieden                                                                                                  | Xavier Naidoo, Philippe Van Eecke                                                             | Alles kann besser werden                                       | 2009      |
| Wage es zu glauben (mit Kool Savas als Xavas)                                                                | Xavier Naidoo, Markus Winter, Savas Yurderi                                                   | Gespaltene Persönlichkeit                                      | 2012      |
| Wann (Unplugged) (feat. Cassandra Steen)                                                                     | Cihan Bulut, Xavier Naidoo, Thomas Ruffner, Cassandra Steen, Jochen Weiss                     | Wettsingen in Schwetzingen                                     | 2008      |
| Was hab ich falsch gemacht                                                                                   | Xavier Naidoo, Neil Palmer                                                                    | Alles kann besser werden                                       | 2009      |
| Was wir alleine nicht schaffen                                                                               | Xavier Naidoo, Philippe Van Eecke, Anthony Malcolm Wolz                                       | Telegramm für X                                                | 2005      |
| We Don’t Know Nothing About                                                                                  | Xavier Naidoo, Ruben Rodriguez                                                                | Tanzmusik (Xavier lebt hier nicht mehr)                        | 2014      |
| Wenn du es willst (Mir sind die Hände gebunden)                                                              | Michael Herberger, Xavier Naidoo                                                              | Zwischenspiel – Alles für den Herrn                            | 2002      |
| Wenn es Nacht ist (mit Kool Savas als Xavas)                                                                 | Xavier Naidoo, Joachim Piehl, Savas Yurderi                                                   | Gespaltene Persönlichkeit                                      | 2012      |
| Wenn ich schon Kinder hätte (feat. Curse)                                                                    | Curse, Michael Herberger, Xavier Naidoo                                                       | Zwischenspiel – Alles für den Herrn                            | 2002      |
| Wer weiss schon was der Morgen bringt                                                                        | W.T. Davis, Xavier Naidoo                                                                     | Zwischenspiel – Alles für den Herrn                            | 2002      |
| Wet Eyes |                                                                                               | Seeing Is Believing                                            | 1993      |
| Who I Am |                                                                                               | Seeing Is Believing                                            | 1993      |
| Wiedersehen                                                                                                  | Martin Haas, Moses Pelham                                                                     | Nicht von dieser Welt 2                                        | 2016      |
| Wild vor Wut (feat. Naturally 7)                                                                             | Michael Herberger, Xavier Naidoo                                                              | Alles kann besser werden                                       | 2009      |
| Wir gehören zusammen                                                                                         | Xavier Naidoo, Philippe Van Eecke                                                             | Zwischenspiel – Alles für den Herrn                            | 2002      |
| Wir haben alles Gute vor uns                                                                                 | Michael Herberger, Xavier Naidoo                                                              | Zwischenspiel – Alles für den Herrn                            | 2002      |
| Wo driften wir hin                                                                                           | W.T. Davis, Michael Herberger, Xavier Naidoo                                                  | Zwischenspiel – Alles für den Herrn                            | 2002      |
| Wo komm ich her                                                                                              | Stefan Balogh, Kyle Jones, Samson Jones, Xavier Naidoo, Philippe Van Eecke                    | Telegramm für X                                                | 2005      |
| Wo sind sie jetzt? (mit Kool Savas als Xavas)                                                                | Xavier Naidoo, Savas Yurderi                                                                  | Gespaltene Persönlichkeit                                      | 2012      |
| Wo willst du hin?                                                                                            | Michael Herberger, Xavier Naidoo                                                              | Zwischenspiel – Alles für den Herrn                            | 2002      |
| Woran kann ich den Menschen erkennen                                                                         | Jules Kalmbacher, Xavier Naidoo                                                               | Bei meiner Seele                                               | 2013      |
| X.A.V.A.S. (mit Kool Savas als Xavas)                                                                        | Xavier Naidoo, Shuggie Otis, Ruben Rodriguez, Savas Yurderi                                   | Gespaltene Persönlichkeit                                      | 2012      |
| Zeilen aus Gold                                                                                              | Xavier Naidoo, Philippe Van Eecke                                                             | Telegramm für X                                                | 2005      |

### Als Gastsänger
| Titel                                                                   | Autor(en) | Album                      | Jahr |
| ----------------------------------------------------------------------- | --- | -------------------------- | ---- |
| 2. Bildungsweg (Tone feat. Xavier Naidoo)                               | Melbeatz, Xavier Naidoo, Tone | Rapper’s Delight           | 2004 |
| 3P (Licence 2 Kill) (Sabrina Setlur, Moses P, Illmat!c & Xavier Naidoo) | Walter Afanasieff, John Barry, Leslie Bricusse, Jeffrey Cohen, Anthony Newley, Narada Michael Walden | 3P: Revolution / Evolution | 1998 |
| Adriano (Letzte Warnung) (mit Brothers Keepers)                         | DJ Desue, Da Germ, Frederik Hahn, Chris Kindt, Daniel Kretschmer, Dennis Lisk, Xavier Naidoo, Sékou Neblett, Ono Ngcala, Abiodun Odukoya, Adegoke Odukoya, Chima Onyele, Tyron Ricketts, Samy Sorge, Robert Zemichiel | Lightkultur                | 2001 |
| All the Shakin’ (Andreas Vollenweider feat. Xavier Naidoo)              | Xavier Naidoo, Andreas Vollenweider | Air                        | 2009 |
| Alles (Sabrina Setlur feat. Xavier Naidoo)                              | Martin Haas, Moses Pelham, Sabrina Setlur | 3P: Revolution / Evolution | 2000 |
| Aura (Kool Savas feat. Xavier Naidoo)                                   | Joachim Piehl, Savas Yurderi | Aura                       | 2011 |
| Bereit (mit Brothers Keepers)                                           | Germ, Frederik Hahn, Chris Kindt, Daniel Kretschmer, Dennis Lisk, B. Munguba, Xavier Naidoo, Ono Ngcala, Abiodun Odukoya, Adegoke Odukoya, Chima Onyele, Tyron Ricketts, Illfaded Tre, Robert Zemichiel               | Am I My Brother’s Keeper?  | 2005 |
| Come to Your Senses (Queen Esther Marrow feat. Xavier Naidoo)           | | Legend                     | 2011 |
| Danke (Nico Suave feat. Xavier Naidoo)                                  | Johannes Arzberger, Xavier Naidoo, Sönke Reich, Alex Sprave, Nico Suave, Michael Vajna | Unvergesslich              | 2014 |
| Du bist ein Mensch (Bushido feat. Xavier Naidoo)                        | Beatzarre, Bushido, Djorkaeff, Xavier Naidoo | Jenseits von gut und böse  | 2011 |
| Du bist nicht allein (mit Zeichen der Zeit)                             | Dannyfresh, Mischa Marin, Xavier Naidoo, Philippe van Eecke | Zeichen der Zeit           | 2003 |
| Fata Morgana (KC Rebell feat. Xavier Naidoo)                            | Hüseyin Köksecen, Xavier Naidoo | Fata Morgana               | 2015 |
| Gib mir Musik (Edo Zanki feat. Xavier Naidoo)                           | Xavier Naidoo, Edo Zanki | Die ganze Zeit             | 2001 |
| Glaubst du mir? (Begleitgesang bei Sabrina Setlur)                      | Martin Haas, Thomas Hofmann, Moses Pelham, Sabrina Setlur | Die neue S-Klasse          | 1997 |
| Großes Problem (Monroe feat. Samy Deluxe & Xavier Naidoo)               | | Movement                   | 2009 |
| Hast du jemals (Vanessa Mai feat. Xavier Naidoo)                        | Ronja Amundsen, Jules Kalmbacher, Xavier Naidoo | Für immer                  | 2019 |
| Heimat (Die Konferenz)                                                  | Michael Grawe, Umut Karakaya, Xavier Naidoo, Sebastian Verboket | —                          | 2021 |
| I Just Want to Play (Nils Wülker feat. Xavier Naidoo)                   | Mathias Grosch, Xavier Naidoo, Nils Wülker | Up                         | 2015 |
| Ich hau ab (Mateo feat. Xavier Naidoo)                                  | Simon Müller-Lerch, Grace Risch | Unperfekt                  | 2014 |
| Ich mach da nicht mit (Rapbellions feat. Xavier Naidoo)                 | | —                          | 2021 |
| Ich trage dich (mit Zeichen der Zeit)                                   | Daniel Dodd Ellis, Danny Fresh, Jürgen Fürwitt, Mischa Marin, Della Miles, Xavier Naidoo, Patrick Nuo, Oliver Otubanjo                                                                                                | David Generation           | 2006 |
| Ich wünsch mir (Olli Banjo feat. Xavier Naidoo)                         | | Schizogenie                | 2005 |
| Im Herz (Franky Kubrick feat. Xavier Naidoo)                            | Xavier Naidoo, Jan Uhlig, Frank Werker | Dramaking                  | 2008 |
| Ist es nicht so? (Spezializtz feat. Xavier Naidoo)                      | Dean Dawson, Oliver Harris, Taylor King, Xavier Naidoo, Ole Wagenbach | G.B.Z. Oholika III         | 2007 |
| Leb dieses Leben (Kay One feat. Xavier Naidoo)                          | Kenneth Glöckler, Matthias Kees, Xavier Naidoo, Sonal Schönfeld | J·G·U·D·Z·S                | 2015 |
| Lichtarbeiter (Nena feat. Xavier Naidoo)                                | Nena, Florian Sitzmann | Chokmah                    | 2001 |
| Liebe & Hass (Azad feat. Xavier Naidoo)                                 | Azad Azadpour, Xavier Naidoo, Ravi Sinnathamby | Leben II                   | 2016 |
| Liebe bringt den Schmerz (Vicky Leandros feat. Xavier Naidoo)           | Andreas Bayless, William T. Davis, Mathias Grosch, Xavier Naidoo | Möge der Himmel            | 2009 |
| Mein Baum (Olli Banjo feat. Xavier Naidoo)                              | Xavier Naidoo, Oliver Otubanjo | Dynamit                    | 2014 |
| Mein Traum (Tone feat. Xavier Naidoo)                                   | | Phantom                    | 2009 |
| Mein Weltbild (Olli Banjo feat. Xavier Naidoo)                          | Xavier Naidoo, Oliver Otubanjo, Roman Preylowski | Kopfdisco                  | 2010 |
| My Child (Rea Garvey feat. Xavier Naidoo)                               | Rea Garvey, Xavier Naidoo | Can’t Stand the Silence    | 2011 |
| Nur mit dir (Shirin David feat. Xavier Naidoo)                          | Shirin David, Chima Ede, FNSHRS., Xavier Naidoo | Supersize                  | 2019 |
| People Like Them (Tomcraft feat. Xavier Naidoo)                         | Lützenkirchen, Xavier Naidoo, Tomcraft | For the Queen              | 2007 |
| Schick mir ’nen Engel (Tone feat. Xavier Naidoo)                        | | Zukunftsmusik              | 2005 |
| Sehn wir uns wieder (Silbermond feat. Xavier Naidoo)                    | Stefanie Kloss, Xavier Naidoo, Andreas Nowak, Johannes Stolle, Thomas Stolle | Nichts passiert            | 2009 |
| Sehnsucht (Schiller feat. Xavier Naidoo)                                | Xavier Naidoo, Christopher von Deylen | Sehnsucht                  | 2008 |
| Selam (Killa Hakan feat. Xavier Naidoo & Ceza)                          | | Volume Maximum             | 2009 |
| Serious (Kool & the Gang feat. Mousse T. & Xavier Naidoo)               | Kool & the Gang, Xavier Naidoo, Mousse T. | The Hits: Reloaded         | 2004 |
| Skillz (Illmat!c feat. Xavier Naidoo & Moses Pelham)                    | Illmat!c, Nasty N., Xavier Naidoo | Still III                  | 1999 |
| Soulmusic (Curse feat. Xavier Naidoo)                                   | Sascha Kraus, Julian Krüger, Michael Kurth, Xavier Naidoo | Von innen nach außen       | 2001 |
| Stell dir vor (Curse feat. Xavier Naidoo)                               | Willem Bock, Michael Kurth, Xavier Naidoo | Freiheit                   | 2008 |
| Tage & Stunden (Bintia feat. Xavier Naidoo)                             | W.T. Davis, Bintia Bangura Harris, Xavier Naidoo, Neil Palmer | B-Ständig                  | 2004 |
| Tanz (Harris feat. Xavier Naidoo)                                       | | Dirty Harry                | 2003 |
| This Life (Queen Esther Marrow feat. Faf Larage & Xavier Naidoo)        | | Legend                     | 2011 |
| Tu me manques (Stress feat. Xavier Naidoo)                              | Andres Andrekson, Serge Djoungong, Yvan Jaquement, Xavier Naidoo | Billy Bear                 | 2002 |
| Wähl mich (Dean Dawson feat. Xavier Naidoo)                             | Dean Dawson, Ismail Koray, Xavier Naidoo | —                          | 2002 |
| Was bringt unsere Liebe um? (Kitty Kat feat. Xavier Naidoo)             | Kitty Kat, Milan Martelli, Xavier Naidoo, Matthew Tasa | Pinkmafia                  | 2011 |
| Was hab ich dir angetan? (Azad & Kool Savas feat. Xavier Naidoo)        | Azad, Xavier Naidoo, Kool Savas | One                        | 2005 |
| Way to Mars (Somersault feat. Xavier Naidoo)                            | Robert Fuhrmann, Hans von Chelius | By Your Side               | 2001 |
| Weisse Taube (Azad feat. Xavier Naidoo)                                 | | Game Over                  | 2006 |
| Wer hat etwas anderes gesagt (Farid Bang feat. Xavier Naidoo)           | Farid Hamed El Abdellaoui, Xavier Naidoo | Blut                       | 2016 |
| Wir sind keine Kinder mehr (Samy Deluxe feat. Xavier Naidoo)            | Florian Olszewski, Samy Sorge, Sebastian Winkler | Dis wo ich herkomm         | 2009 |
| With You (Majestic 12 feat. Xavier Naidoo)                              | Carlos Manuel Bess, Michael Herberger, Niro Mahe, Paulisa Moorman, Xavier Naidoo | —                          | 2006 |
| Zeitreise (Unheilig feat. Xavier Naidoo)                                | Der Graf, Kiko Masbaum, Xavier Naidoo | Lichter der Stadt          | 2012 |
| Zwei Prinzessinnen (Laas Unltd. feat. Xavier Naidoo)                    | Imran Abbas, Lars Hammerstein, Xavier Naidoo | Dæmon                      | 2016 |

## Coverversionen
| Titel                                                                            | Autor(en) | Album                                                                   | Jahr |
| -------------------------------------------------------------------------------- | --- | ----------------------------------------------------------------------- | ---- |
| Abenteuerland                                                                    | Hartmut Engler, Ingo Reidl | Sing meinen Song – Das Tauschkonzert Vol. 2                             | 2015 |
| Adriano (SaMTV Unplugged)                                                        | DJ Desue, Da Germ, Frederik Hahn, Chris Kindt, Daniel Kretschmer, Dennis Lisk, Xavier Naidoo, Sékou Neblett, Ono Ngcala, Abiodun Odukoya, Adegoke Odukoya, Chima Onyele, Tyron Ricketts, Samy Sorge, Robert Zemichiel | SaMTV Unplugged                                                         | 2018 |
| Amazing Grace                                                                    | James P. Carrell, David S. Clayton | Nicht von dieser Welt 2                                                 | 2016 |
| Amoi seg’ ma uns wieder                                                          | Andreas Gabalier | Sing meinen Song – Das Tauschkonzert                                    | 2014 |
| Auf uns (mit den Sing meinen Song Allstars)                                      | Andreas Bourani, Julius Hartog, Thomas Olbrich | Sing meinen Song – Das Tauschkonzert Vol. 2                             | 2015 |
| Ave Maria                                                                        | Trad. | Seeing Is Believing                                                     | 1993 |
| Das Gefühl                                                                       | Matthias Hass, Frank Ramond, Maren Stiebert | Sing meinen Song – Das Tauschkonzert Vol. 3                             | 2016 |
| Die Dinge singen hör ich so gern                                                 | Rainer Maria Rilke, Schönherz & Fleer | Zwischenspiel – Alles für den Herrn                                     | 2002 |
| Die Zeit des Wartens                                                             | W.T. Davis, Xavier Naidoo, Neil Palmer | Sing meinen Song – Das Tauschkonzert Vol. 2                             | 2015 |
| Don’t Give Up                                                                    | Peter Gabriel | Zwischenspiel – Alles für den Herrn                                     | 2002 |
| Du bist das Licht                                                                | Christian Lohr, Gregor Meyle | Sing meinen Song – Das Tauschkonzert                                    | 2014 |
| Flugzeuge im Bauch                                                               | Herbert Grönemeyer | Nicht von dieser Welt                                                   | 1998 |
| Frei                                                                             | Matthias Matthew Hoffmann, Daniel Wirtz | Sing meinen Song – Das Tauschkonzert Vol. 2                             | 2015 |
| Go Slow                                                                          | Jan Dettwyler, Florian Goetze, Philipp Schweidler | Sing meinen Song – Das Tauschkonzert Vol. 3                             | 2016 |
| Hallelujah                                                                       | Leonard Cohen | Sing meinen Song – Das Weihnachtskonzert                                | 2014 |
| Heroes/Helden (mit Nena, Rea Garvey & The BossHoss)                              | David Bowie, Brian Eno | The Voice of Germany: Die Highlights                                    | 2011 |
| If You Believe                                                                   | Grant Michael B., Pomez di Lorenzo, Pete Smith | Sing meinen Song – Das Tauschkonzert                                    | 2014 |
| Jeanny (Reamonn feat. Xavier Naidoo)                                             | Bolland & Bolland, Falco | Dream No. 7                                                             | 2001 |
| Junge                                                                            | Farin Urlaub | Bei meiner Seele                                                        | 2013 |
| Lied (Du nur, Du) (mit Ben Becker)                                               | Dehnhardt, Andreas Lucas, Gunther Mende, Rainer Maria Rilke, Schönherz & Fleer | Zwischenspiel – Alles für den Herrn                                     | 2002 |
| Little Drummer Boy                                                               | Katherine Davis, Henry Onorati, Harry Simeone | Sing meinen Song – Das Weihnachtskonzert Vol. 2                         | 2015 |
| Mitten unterm Jahr                                                               | Florian Sitzmann, Hans Umschaden | Sing meinen Song – Das Tauschkonzert Vol. 2                             | 2015 |
| Sie sieht mich nicht                                                             | Jean-Jacques Goldman, Moses Pelham, Roland Romanelli | Asterix und Obelix gegen Caesar (OST)                                   | 1999 |
| Songs sind Träume                                                                | Michael Nass, Wolfgang Niedecken | Sing meinen Song – Das Tauschkonzert Vol. 3                             | 2016 |
| Stand by Me                                                                      | Jerry Leiber, Mike Stoller | Seeing Is Believing                                                     | 1993 |
| Still, still, still                                                              | Georg Götsch | Sing meinen Song – Das Weihnachtskonzert                                | 2014 |
| That’s The Way Love Is                                                           | Byron Ellis Burke, Hebert Lawson, Byron a Stingily | Zwischenspiel – Alles für den Herrn                                     | 2002 |
| The Power of Love                                                                | Peter Gill, Holly Johnson, Brian Nash, Mark William O’Toole | Sing meinen Song – Das Weihnachtskonzert Vol. 2                         | 2015 |
| This Is Not America                                                              | David Bowie, Lyle Mays, Pat Metheny | Nicht von dieser Welt                                                   | 1998 |
| Über sieben Brücken musst du gehn (Aki feat. Xavier Naidoo)                      | Helmut Richter, Ulrich Swillms | Zeit der großen Gefühle                                                 | 2001 |
| Und wenn ein Lied (mit den Sing meinen Song Allstars) / Und wenn ein Lied (live) | Michael Herberger, Xavier Naidoo | Sing meinen Song – Das Tauschkonzert Hört, Hört! Live von der Waldbühne | 2014 |
| Vom Himmel hoch, da komm ich her (Helene Fischer feat. Xavier Naidoo)            | Martin Luther | Weihnachten                                                             | 2015 |
| Weck mich auf 2016                                                               | Les Holroyd | Sing meinen Song – Das Tauschkonzert Vol. 3                             | 2016 |
| Wenn du schläfst (live) (Die Prinzen feat. Xavier Naidoo)                        | Michael Herberger, Xavier Naidoo | Eine Nacht in der Oper                                                  | 2015 |
| Wer ist der Typ (live) (Die Prinzen feat. Xavier Naidoo)                         | Annette Humpe, Tobias Künzel | Eine Nacht in der Oper                                                  | 2015 |
| Woman in Chains (Unplugged)                                                      | Roland Orzabal | Wettsingen in Schwetzingen                                              | 2008 |
| Wovon träumst du nachts                                                          | Matthias Hass, Frank Ramond, Maren Stiebert | Sing meinen Song – Das Tauschkonzert                                    | 2014 |
| Wunder gescheh’n                                                                 | Jürgen Dehmel, Nena Kerner | Sing meinen Song – Das Tauschkonzert Vol. 3                             | 2016 |